# Ambasamudram
Ambasamudram là một thị xã panchayat của quận Tirunelveli thuộc bang Tamil Nadu, Ấn Độ.

## Địa lý
Ambasamudram có vị trí 8°42′B 77°28′Đ / 8,7°B 77,47°Đ Nó có độ cao trung bình là 76 mét (249 feet).

## Nhân khẩu
Theo điều tra dân số năm 2001 của Ấn Độ, Ambasamudram có dân số 32.681 người. Phái nam chiếm 49% tổng số dân và phái nữ chiếm 51%. Ambasamudram có tỷ lệ 76% biết đọc biết viết, cao hơn tỷ lệ trung bình toàn quốc là 59,5%: tỷ lệ cho phái nam là 82%, và tỷ lệ cho phái nữ là 71%. Tại Ambasamudram, 9% dân số nhỏ hơn 6 tuổi.